# Pterostemon bravoanus
Pterostemon bravoanus là một loài thực vật có hoa trong họ Iteaceae. Loài này được J. Jiménez Ram. & M. Martínez miêu tả khoa học đầu tiên năm 1997.